# Philips PFA Golf Classic
De Philips PFA Golf Classic was een driedaags golftoernooi in het Verenigd Koninkrijk. Het werd in 1997 op de St Pierre in de buurt van Chepstow (Wales) gespeeld en in 1998 en 1999 op de Meon Valley in Southampton (Engeland). Het maakte deel uit van de Europese Senior Tour.

## Winnaars
- 1997:  Deray Simon
- 1998:  Neil Coles
- 1999:  Bob Shearer